# Cynoglossus browni
Cynoglossus browni är en fiskart som beskrevs av Chabanaud, 1949. Cynoglossus browni ingår i släktet Cynoglossus och familjen Cynoglossidae. Inga underarter finns listade i Catalogue of Life.